# Siemens M35
Siemens M35 je mobilní telefon firmy Siemens, představený v březnu roku 2000. Spolu s ním byly představeny i modely S35 a C35. Je to první typ modelové řady M a v jistém smyslu nástupce modelu S10 Active. Používá stejné ovládání jako model C35, tedy převzaté a poprvé použité v manažerském modelu S25. Řadí se do nižší střední třídy a svou výbavou se nijak neliší od modelu C35. Podporuje tedy technologii WAP, tedy přístup na mobilní internet. Objevilo se také vibrační vyzvánění a zdaleka ne v jeho kategorii obvyklý vnitřní telefonní seznam na 100 jmen. Dále zmiňme vyzváněcí profily či povedené hry. Odlišný je jeho vzhled, integrovaná anténa (spolu s modelem S35 první modely značky) a především uzpůsobení pro hrubší zacházení. Jeho kryt je pogumovaný, má těsnění proti vniku vody a krytky konektorů. Je určen sportovcům a pracovníkům v prašném a vlhkém prostředí. Tento telefon obdržel v anketě Mobil roku 2000 první místo ve své kategorii.

## Fyzické parametry
Telefon má fyzické rozměry 118 × 47 × 22 mm a jeho váha bez SIM karty se standardní baterií je 130 g. Jedná se o telefon klasické konstrukce. Vnější kryt není standardně výměnný. Anténa telefonu je integrovaná, stejně jako u modelu S35.

## Displej
Jedná se o monochromatický grafický displej. Má tvar obdélníku. Rozlišení displeje je 101x54 bodů. Při čtení či psaní SMS zobrazí tři řádky. při použití WAPu pět. Je podsvícen zelenými diodami.

## Baterie
Standardně dodávaná baterie telefonu má kapacitu 500 mAh a je typu NiMH. Udávaná maximální doba pohotovostního režimu je 180 h. Nejvyšší udávaná doba hovoru je 300 minut. Existuje ale široké spektrum dokoupitelných baterií s různými parametry.

## Funkční výbava
Telefon byl v době svého uvedení koncipován jako telefon nižší třídy pro široké rozšíření. Přesto jeho výbava byla na svou dobu rozsáhlá. Telefon disponuje pamětí pro 100 telefonních čísel. Podporuje SMS pouze ve standardní délce 160 znaků, má slovník T9. Důležitý je již zmíněný WAP. Dále je zde spektrum různých doplňkových funkcí, jako podpora času a data, vyzváněcí profily, budík či vestavěný jednoduchý kalkulátor. Telefon má rovněž hry. Výbava je naprosto shodná s modelem C35.

## Současnost
V současnosti je tento telefon zastaralý. Vzhledem ke své nesmírně popularitě v letech 2000, 2001 a 2002 se ale stále objevuje.